# Аль-Халіфа
Аль-Халіфа (араб. آل خليفة) — династія правителів Бахрейну.
Глави династії з XVIII століття носили титул хакім (володар) Бахрейну. У 1971 році, після проголошення незалежності, Іса ібн Салман аль-Халіфа прийняв титул емір Бахрейну.
Теперішній глава династії — Хамад ібн Іса аль-Халіфа — став еміром Бахрейну в 1999 році, а в 2002 році проголосив себе королем Бахрейну.

## Древо династії
|                                                       |                                                      |                                                      |                                                      |                                                      |                                                      |  |  |                                                      |                                                      |                                                      |                                                      | шейх Мухаммед ібн Фейсал аль-Утбі                     |                                                      |  |  |                                                     |                                                     |                                                     |                                                     |                                                     |                                                     |  |  |  |  |  |  |  |  |  |  |
|                                                       |                                                      |                                                      |                                                      |                                                      |                                                      |  |  |                                                      |                                                      |                                                      |                                                      |                                                       |                                                      |  |  |                                                     |                                                     |                                                     |                                                     |                                                     |                                                     |  |  |  |  |  |  |  |  |  |  |
|                                                       |                                                      |                                                      |                                                      |                                                      |                                                      |  |  |                                                      |                                                      |                                                      |                                                      | шейх Халіфа аль-Утбі                                  |                                                      |  |  |                                                     |                                                     |                                                     |                                                     |                                                     |                                                     |  |  |  |  |  |  |  |  |  |  |
|                                                       |                                                      |                                                      |                                                      |                                                      |                                                      |  |  |                                                      |                                                      |                                                      |                                                      |                                                       |                                                      |  |  |                                                     |                                                     |                                                     |                                                     |                                                     |                                                     |  |  |  |  |  |  |  |  |  |  |
|                                                       |                                                      |                                                      |                                                      |                                                      |                                                      |  |  |                                                      |                                                      |                                                      |                                                      | шейх Мухаммед ібн Халіфа                              |                                                      |  |  |                                                     |                                                     |                                                     |                                                     |                                                     |                                                     |  |  |  |  |  |  |  |  |  |  |
|                                                       |                                                      |                                                      |                                                      |                                                      |                                                      |  |  |                                                      |                                                      |                                                      |                                                      |                                                       |                                                      |  |  |                                                     |                                                     |                                                     |                                                     |                                                     |                                                     |  |  |  |  |  |  |  |  |  |  |
|                                                       |                                                      |                                                      |                                                      |                                                      |                                                      |  |  |                                                      |                                                      |                                                      |                                                      | Ахмед Завойовник аль-Халіфа (?—1794), хакім (1783—94) |                                                      |  |  |                                                     |                                                     |                                                     |                                                     |                                                     |                                                     |  |  |  |  |  |  |  |  |  |  |
|                                                       |                                                      |                                                      |                                                      |                                                      |                                                      |  |  |                                                      |                                                      |                                                      |                                                      |                                                       |                                                      |  |  |                                                     |                                                     |                                                     |                                                     |                                                     |                                                     |  |  |  |  |  |  |  |  |  |  |
|                                                       |                                                      |                                                      |                                                      |                                                      |                                                      |  |  |                                                      |                                                      |                                                      |                                                      |                                                       |                                                      |  |  |                                                     |                                                     |                                                     |                                                     |                                                     |                                                     |  |  |  |  |  |  |  |  |  |  |
|                                                       |                                                      |                                                      |                                                      |                                                      |                                                      |  |  | Салман (?—1825), хакім (1894—1825)                   | Салман (?—1825), хакім (1894—1825)                   | Салман (?—1825), хакім (1894—1825)                   | Салман (?—1825), хакім (1894—1825)                   | Салман (?—1825), хакім (1894—1825)                    | Салман (?—1825), хакім (1894—1825)                   |  |  | Абдалла (?—1849), хакім (1894—1843)                 | Абдалла (?—1849), хакім (1894—1843)                 | Абдалла (?—1849), хакім (1894—1843)                 | Абдалла (?—1849), хакім (1894—1843)                 | Абдалла (?—1849), хакім (1894—1843)                 | Абдалла (?—1849), хакім (1894—1843)                 |  |  |  |  |  |  |  |  |  |  |
|                                                       |                                                      |                                                      |                                                      |                                                      |                                                      |  |  | Салман (?—1825), хакім (1894—1825)                   | Салман (?—1825), хакім (1894—1825)                   | Салман (?—1825), хакім (1894—1825)                   | Салман (?—1825), хакім (1894—1825)                   | Салман (?—1825), хакім (1894—1825)                    | Салман (?—1825), хакім (1894—1825)                   |  |  | Абдалла (?—1849), хакім (1894—1843)                 | Абдалла (?—1849), хакім (1894—1843)                 | Абдалла (?—1849), хакім (1894—1843)                 | Абдалла (?—1849), хакім (1894—1843)                 | Абдалла (?—1849), хакім (1894—1843)                 | Абдалла (?—1849), хакім (1894—1843)                 |  |  |  |  |  |  |  |  |  |  |
|                                                       |                                                      |                                                      |                                                      |                                                      |                                                      |  |  | Халіфа (?—1834), хакім (1825–1834)                   | Халіфа (?—1834), хакім (1825–1834)                   | Халіфа (?—1834), хакім (1825–1834)                   | Халіфа (?—1834), хакім (1825–1834)                   | Халіфа (?—1834), хакім (1825–1834)                    | Халіфа (?—1834), хакім (1825–1834)                   |  |  | Мухаммед (1817—1877), хакім (1869)                  | Мухаммед (1817—1877), хакім (1869)                  | Мухаммед (1817—1877), хакім (1869)                  | Мухаммед (1817—1877), хакім (1869)                  | Мухаммед (1817—1877), хакім (1869)                  | Мухаммед (1817—1877), хакім (1869)                  |  |  |  |  |  |  |  |  |  |  |
|                                                       |                                                      |                                                      |                                                      |                                                      |                                                      |  |  | Халіфа (?—1834), хакім (1825–1834)                   | Халіфа (?—1834), хакім (1825–1834)                   | Халіфа (?—1834), хакім (1825–1834)                   | Халіфа (?—1834), хакім (1825–1834)                   | Халіфа (?—1834), хакім (1825–1834)                    | Халіфа (?—1834), хакім (1825–1834)                   |  |  | Мухаммед (1817—1877), хакім (1869)                  | Мухаммед (1817—1877), хакім (1869)                  | Мухаммед (1817—1877), хакім (1869)                  | Мухаммед (1817—1877), хакім (1869)                  | Мухаммед (1817—1877), хакім (1869)                  | Мухаммед (1817—1877), хакім (1869)                  |  |  |  |  |  |  |  |  |  |  |
|                                                       |                                                      |                                                      |                                                      |                                                      |                                                      |  |  |                                                      |                                                      |                                                      |                                                      |                                                       |                                                      |  |  |                                                     |                                                     |                                                     |                                                     |                                                     |                                                     |  |  |  |  |  |  |  |  |  |  |
| Мухаммед (1813—1890), хакім (1834–1867)               | Мухаммед (1813—1890), хакім (1834–1867)              | Мухаммед (1813—1890), хакім (1834–1867)              | Мухаммед (1813—1890), хакім (1834–1867)              | Мухаммед (1813—1890), хакім (1834–1867)              | Мухаммед (1813—1890), хакім (1834–1867)              |  |  | Алі (1814—1869), хакім (1867–1869)                   | Алі (1814—1869), хакім (1867–1869)                   | Алі (1814—1869), хакім (1867–1869)                   | Алі (1814—1869), хакім (1867–1869)                   | Алі (1814—1869), хакім (1867–1869)                    | Алі (1814—1869), хакім (1867–1869)                   |  |  |                                                     |                                                     |                                                     |                                                     |                                                     |                                                     |  |  |  |  |  |  |  |  |  |  |
| Мухаммед (1813—1890), хакім (1834–1867)               | Мухаммед (1813—1890), хакім (1834–1867)              | Мухаммед (1813—1890), хакім (1834–1867)              | Мухаммед (1813—1890), хакім (1834–1867)              | Мухаммед (1813—1890), хакім (1834–1867)              | Мухаммед (1813—1890), хакім (1834–1867)              |  |  | Алі (1814—1869), хакім (1867–1869)                   | Алі (1814—1869), хакім (1867–1869)                   | Алі (1814—1869), хакім (1867–1869)                   | Алі (1814—1869), хакім (1867–1869)                   | Алі (1814—1869), хакім (1867–1869)                    | Алі (1814—1869), хакім (1867–1869)                   |  |  |                                                     |                                                     |                                                     |                                                     |                                                     |                                                     |  |  |  |  |  |  |  |  |  |  |
|                                                       |                                                      |                                                      |                                                      |                                                      |                                                      |  |  | Іса (1848—1933), хакім (1869—1933)                   |                                                      |                                                      |                                                      |                                                       |                                                      |  |  |                                                     |                                                     |                                                     |                                                     |                                                     |                                                     |  |  |  |  |  |  |  |  |  |  |
|                                                       |                                                      |                                                      |                                                      |                                                      |                                                      |  |  |                                                      |                                                      |                                                      |                                                      |                                                       |                                                      |  |  |                                                     |                                                     |                                                     |                                                     |                                                     |                                                     |  |  |  |  |  |  |  |  |  |  |
|                                                       |                                                      |                                                      |                                                      |                                                      |                                                      |  |  |                                                      |                                                      |                                                      |                                                      |                                                       |                                                      |  |  |                                                     |                                                     |                                                     |                                                     |                                                     |                                                     |  |  |  |  |  |  |  |  |  |  |
|                                                       |                                                      |                                                      |                                                      |                                                      |                                                      |  |  | Хамад (1872—1942), хакім (1933–1942)                 | Хамад (1872—1942), хакім (1933–1942)                 | Хамад (1872—1942), хакім (1933–1942)                 | Хамад (1872—1942), хакім (1933–1942)                 | Хамад (1872—1942), хакім (1933–1942)                  | Хамад (1872—1942), хакім (1933–1942)                 |  |  | шейх Абдалла (1880—1966)                            | шейх Абдалла (1880—1966)                            | шейх Абдалла (1880—1966)                            | шейх Абдалла (1880—1966)                            | шейх Абдалла (1880—1966)                            | шейх Абдалла (1880—1966)                            |  |  |  |  |  |  |  |  |  |  |
|                                                       |                                                      |                                                      |                                                      |                                                      |                                                      |  |  | Хамад (1872—1942), хакім (1933–1942)                 | Хамад (1872—1942), хакім (1933–1942)                 | Хамад (1872—1942), хакім (1933–1942)                 | Хамад (1872—1942), хакім (1933–1942)                 | Хамад (1872—1942), хакім (1933–1942)                  | Хамад (1872—1942), хакім (1933–1942)                 |  |  | шейх Абдалла (1880—1966)                            | шейх Абдалла (1880—1966)                            | шейх Абдалла (1880—1966)                            | шейх Абдалла (1880—1966)                            | шейх Абдалла (1880—1966)                            | шейх Абдалла (1880—1966)                            |  |  |  |  |  |  |  |  |  |  |
|                                                       |                                                      |                                                      |                                                      |                                                      |                                                      |  |  | Салман (1895—1961), хакім (1942–1961)                | Салман (1895—1961), хакім (1942–1961)                | Салман (1895—1961), хакім (1942–1961)                | Салман (1895—1961), хакім (1942–1961)                | Салман (1895—1961), хакім (1942–1961)                 | Салман (1895—1961), хакім (1942–1961)                |  |  | шейх Рашид (1904—?)                                 | шейх Рашид (1904—?)                                 | шейх Рашид (1904—?)                                 | шейх Рашид (1904—?)                                 | шейх Рашид (1904—?)                                 | шейх Рашид (1904—?)                                 |  |  |  |  |  |  |  |  |  |  |
|                                                       |                                                      |                                                      |                                                      |                                                      |                                                      |  |  | Салман (1895—1961), хакім (1942–1961)                | Салман (1895—1961), хакім (1942–1961)                | Салман (1895—1961), хакім (1942–1961)                | Салман (1895—1961), хакім (1942–1961)                | Салман (1895—1961), хакім (1942–1961)                 | Салман (1895—1961), хакім (1942–1961)                |  |  | шейх Рашид (1904—?)                                 | шейх Рашид (1904—?)                                 | шейх Рашид (1904—?)                                 | шейх Рашид (1904—?)                                 | шейх Рашид (1904—?)                                 | шейх Рашид (1904—?)                                 |  |  |  |  |  |  |  |  |  |  |
|                                                       |                                                      |                                                      |                                                      |                                                      |                                                      |  |  |                                                      |                                                      |                                                      |                                                      |                                                       |                                                      |  |  |                                                     |                                                     |                                                     |                                                     |                                                     |                                                     |  |  |  |  |  |  |  |  |  |  |
| Іса (1933—1999), хакім (1961–1971), емір (1971–1999)  | Іса (1933—1999), хакім (1961–1971), емір (1971–1999) | Іса (1933—1999), хакім (1961–1971), емір (1971–1999) | Іса (1933—1999), хакім (1961–1971), емір (1971–1999) | Іса (1933—1999), хакім (1961–1971), емір (1971–1999) | Іса (1933—1999), хакім (1961–1971), емір (1971–1999) |  |  | шейх Халіфа (1936—2020), прем'єр-міністр (1970–2020) | шейх Халіфа (1936—2020), прем'єр-міністр (1970–2020) | шейх Халіфа (1936—2020), прем'єр-міністр (1970–2020) | шейх Халіфа (1936—2020), прем'єр-міністр (1970–2020) | шейх Халіфа (1936—2020), прем'єр-міністр (1970–2020)  | шейх Халіфа (1936—2020), прем'єр-міністр (1970–2020) |  |  | шейха Хайя бінт Рашид (нар. 1952), юрист і дипломат | шейха Хайя бінт Рашид (нар. 1952), юрист і дипломат | шейха Хайя бінт Рашид (нар. 1952), юрист і дипломат | шейха Хайя бінт Рашид (нар. 1952), юрист і дипломат | шейха Хайя бінт Рашид (нар. 1952), юрист і дипломат | шейха Хайя бінт Рашид (нар. 1952), юрист і дипломат |  |  |  |  |  |  |  |  |  |  |
| Іса (1933—1999), хакім (1961–1971), емір (1971–1999)  | Іса (1933—1999), хакім (1961–1971), емір (1971–1999) | Іса (1933—1999), хакім (1961–1971), емір (1971–1999) | Іса (1933—1999), хакім (1961–1971), емір (1971–1999) | Іса (1933—1999), хакім (1961–1971), емір (1971–1999) | Іса (1933—1999), хакім (1961–1971), емір (1971–1999) |  |  | шейх Халіфа (1936—2020), прем'єр-міністр (1970–2020) | шейх Халіфа (1936—2020), прем'єр-міністр (1970–2020) | шейх Халіфа (1936—2020), прем'єр-міністр (1970–2020) | шейх Халіфа (1936—2020), прем'єр-міністр (1970–2020) | шейх Халіфа (1936—2020), прем'єр-міністр (1970–2020)  | шейх Халіфа (1936—2020), прем'єр-міністр (1970–2020) |  |  | шейха Хайя бінт Рашид (нар. 1952), юрист і дипломат | шейха Хайя бінт Рашид (нар. 1952), юрист і дипломат | шейха Хайя бінт Рашид (нар. 1952), юрист і дипломат | шейха Хайя бінт Рашид (нар. 1952), юрист і дипломат | шейха Хайя бінт Рашид (нар. 1952), юрист і дипломат | шейха Хайя бінт Рашид (нар. 1952), юрист і дипломат |  |  |  |  |  |  |  |  |  |  |
| Хамад, (нар. 1950), емір (1999—2002), король (з 2002) |                                                      |                                                      |                                                      |                                                      |                                                      |  |  |                                                      |                                                      |                                                      |                                                      |                                                       |                                                      |  |  |                                                     |                                                     |                                                     |                                                     |                                                     |                                                     |  |  |  |  |  |  |  |  |  |  |
|                                                       |                                                      |                                                      |                                                      |                                                      |                                                      |  |  |                                                      |                                                      |                                                      |                                                      |                                                       |                                                      |  |  |                                                     |                                                     |                                                     |                                                     |                                                     |                                                     |  |  |  |  |  |  |  |  |  |  |
|                                                       |                                                      |                                                      |                                                      |                                                      |                                                      |  |  |                                                      |                                                      |                                                      |                                                      |                                                       |                                                      |  |  |                                                     |                                                     |                                                     |                                                     |                                                     |                                                     |  |  |  |  |  |  |  |  |  |  |
| шейх Салман (нар. 1969), кронпринц (з 1999)           | шейх Салман (нар. 1969), кронпринц (з 1999)          | шейх Салман (нар. 1969), кронпринц (з 1999)          | шейх Салман (нар. 1969), кронпринц (з 1999)          | шейх Салман (нар. 1969), кронпринц (з 1999)          | шейх Салман (нар. 1969), кронпринц (з 1999)          |  |  | шейх Фейсал (1991—2006)                              | шейх Фейсал (1991—2006)                              | шейх Фейсал (1991—2006)                              | шейх Фейсал (1991—2006)                              | шейх Фейсал (1991—2006)                               | шейх Фейсал (1991—2006)                              |  |  |                                                     |                                                     |                                                     |                                                     |                                                     |                                                     |  |  |  |  |  |  |  |  |  |  |